# طفل روزماري (فلم)
طفل روزماري  (بالإنجليزية: Rosemary's Baby) هو فيلم رعب تم إنتاجه في الولايات المتحدة وصدر في سنة 1968. الفيلم من إخراج رومان بولانسكي.

## بطولة
- مايا فارو
- جون كاسافيتز

## القصة
تدور أحداث الفيلم حول زوجين يبحثان عن شقة قريبة من سنترال بارك، يعجبان بالشقة ويقرران أن يأخذانها.
الزوجة روزماري (ميا فارو) تتشوق كي تكون أم ويصبح لها طفل، أما زوجها جاي (جون كازافتيتيس) فهو حريص علي تحسين حياته المهنية
يقابل الزوجان ماري وجاي جاريهما غريبي الأطوار ميني ورمان كاستيفيت (روث جوردون وسيدني بلاكمر).الجاران العجوزان يرعيان إمراءة شابة تنتحر بعد فترة قصيرة من لقائهما.
يقترب الجاران من الزوجين ويزداد إحباط روزماري لأن زوجها لا يريد إنجاب طفل
لكن جاي يوافق أخيرا علي إنجاب الطفل، ثم تعطي ميني روزماري قلادة عنق ساحرة عتيقة تحتوي علي جذر نبات عطري وبها تكون جاهزة لأن تحمل ولكن ليس من جاي.وفي عشاء خاص أعده الزوجان الشابان، يأتي الجاران بحلوي تم وضع فيها المخدر.وبعد ان تفقد روزماري الوعي يجهزها الزوج للاغتصاب الذي سوف يقوم به (الشيطان), ويزعم جاي بعد ذلك أنه من فعل ذلك وتفسيره للخدوش التي علي ظهرها بسبب الظلام وأن هذا الظلام زاد من هياجه الجنسي.
وفي الواقع أن جاري قد عقد صفقة مع الشيطان أن تتحسن حياته المهنية (كممثل) مقابل هذا الحمل، ويقوم الجاران اللذان يعبدان الشيطان بحمل روزماري ويحرصان علي أن يتابعها طبيب من أتباعهم «أتباع الشيطان».
ويتخلصا بعد ذلك من العقبات التي تقف في الطريق ويقتلا «هاتش» صديق روزماري الذي كشف حقيقتهما وحاول أن يحذرها.
```
تضع روزماري طفلها لتكتشف في النهاية إنه ابن الشيطان، تتأكد شكوك روزماري بانها كانت ضحية ولكن تنتصر رغبة الأمومة في النهاية وتقبل في التعاون مع الشيطان. قبلت أن تكون أما إلي الأبد حتي لو كانت أما لابن الشيطان
```

## الميزانية والإيرادات
بلغت تكلفة إنتاج الفيلم حوالي 2.3 مليون دولار بينما حقق أرباحا تقدر بـ 33,395,426 دولار.

### ترشيحات وجوائز
| السنة | الحدث          | الفئة                   | النتيجة  |
| ----- | -------------- | ----------------------- | -------- |
|       | جائزة الأوسكار | أفضل ممثلة في دور مساعد | فـــــوز |

## وصلات خارجية
- مقالات تستعمل روابط فنية بلا صلة مع ويكي بيانات